# Wutöschingen
Wutöschingen là xã tự quản nằm ở huyện Waldshut (Kreis), thuộc bang Baden-Württemberg, Đức.